# Reddit
Reddit je američka internetska stranica odnosno internetski servis koji funkcionira kao križanac foruma i Useneta. Prema podacima iz ožujka 2021., Reddit je devetnaesta najposjećenija stranica na svijetu (7. u Sjedinjenim Američkim Državama, 3. u Ujedinjenome Kraljevstvu).

## Značajke Reddita

### Općenito
Reddit je ime dobio prema frazi "read it" (pročitati). Na Redditu korisnici raspravljaju o raznim temama organiziranim prema podforumima (eng. subreddit). Korisnici mogu glasati sviđa li im se određena objava, komentirati te objavljivati svoje fotografije, videozapise i druge zanimljive stvari.
Godine 2019. Reddit je zabilježio oko 430 milijuna aktivnih korisnika (eng. redditors). U razdoblju od srpnja do prosinca 2020. Reddit je u prosjeku zabilježio 1,633 milijardi posjeta.

## Vanjske poveznice
- Službena stranica
- r/croatia, subreddit o Hrvatskoj